# Roberto Johann Wernicke
Roberto Johann Wernicke, född 1854, död 1922, argentinsk patolog.
Wernicke föddes i Argentina som son till tyska emigranter. Han studerade medicin vid universitetet i Jena och blev senare professor i patologi i Buenos Aires.
Han har givit namn åt Posadas-Wernickes sjukdom (tillsammans med Alejandro Posadas).